# Josy Polfer
Josy Polfer (* 9. Mai 1929 in Hesperingen; † 21. Januar 1976 in Ankara, Türkei) war ein luxemburgischer Radrennfahrer.

## Sportliche Laufbahn
Polfer war im Straßenradsport aktiv. Bei den Olympischen Sommerspielen 1948 war er als Ersatzfahrer mit in London, kam jedoch im Einzelrennen nicht zum Einsatz. 1950 wurde er Vizemeister im Straßenrennen der Amateure hinter Robert Bintz.
Polfer startete in der Tour de France 1951 in der Nationalmannschaft Luxemburgs, schied aber bereits auf der 2. Etappe aus. In den Rennen der Monumente des Radsports war der 68. Platz im Rennen Lüttich–Bastogne–Lüttich 1951 sein bestes Resultat.